# La compagnia d'assalto
La compagnia d'assalto (Marianne) è un film del 1929 diretto da Robert Z. Leonard.

## Trama
Due militari americani si innamorano entrambi della stessa ragazza, Marianne, una graziosa francesina.

## Le canzoni del film
- When I See My Sugar di Fred E. Ahlert (musica) e Roy Turk (parole)
- Marianne di Fred E. Ahlert (musica) e Roy Turk (parole)
- Oo-La-La-La-La di Fred E. Ahlert (musica) e Roy Turk (parole)
- Hang On to Me di Jesse Greer (musica) e Ray Klages (parole)
- Just You, Just Me di Jesse Greer (musica) e Ray Klages (parole)
- Blondy  di Nacio Herb Brown (musica) e Arthur Freed (parole)

## Produzione
Il film fu prodotto dalla Cosmopolitan Productions per la Metro-Goldwyn-Mayer (MGM), versione sonora di Marianne.

## Distribuzione
Distribuito dalla Metro-Goldwyn-Mayer (MGM), il film uscì nelle sale cinematografiche statunitensi il 24 agosto 1929.